# Carlyle (Illinois)
Carlyle es una ciudad ubicada en el condado de Clinton en el estado estadounidense de Illinois. En el Censo de 2010 tenía una población de 3281 habitantes y una densidad poblacional de 422,27 personas por km².

## Geografía
Carlyle se encuentra ubicada en las coordenadas 38°36′46″N 89°22′15″O / 38.61278, -89.37083. Según la Oficina del Censo de los Estados Unidos, Carlyle tiene una superficie total de 7.77 km², de la cual 7.77 km² corresponden a tierra firme y (0%) 0 km² es agua.

## Demografía
Según el censo de 2010, había 3281 personas residiendo en Carlyle. La densidad de población era de 422,27 hab./km². De los 3281 habitantes, Carlyle estaba compuesto por el 95.21% blancos, el 2.68% eran afroamericanos, el 0.03% eran amerindios, el 0.88% eran asiáticos, el 0.03% eran isleños del Pacífico, el 0.58% eran de otras razas y el 0.58% pertenecían a dos o más razas. Del total de la población el 1.28% eran hispanos o latinos de cualquier raza.